# Stachybotrys chartarum
Stachybotrys chartarum (synoniemen: Stachybotrys atra, Stachybotrys alternans en Stilbospora chartarum) is een groenzwarte tot zwarte schimmel, die behoort tot de familie  Stachybotryaceae. Het genoom is ongeveer veertig Mb groot.
Stachybotrys chartarum komt het meeste voor op cellulose rijke bouwmaterialen, zoals balken, lambriseringen, parketvloeren, gipskartonplaten en behangpapier, in door vocht en wateroverlast aangetaste gebouwen. Soms wordt de schimmel ook gevonden in de grond, op graan, noten en gedroogd fruit. Er kunnen dan hoge concentraties van het mycotoxine trichotheceen in voorkomen. S. chartarum werd voor het eerst in 1837 door de Tsjechische mycoloog August Carl Joseph Corda gevonden op behang in een huis in Praag. De schimmel is giftig voor dieren als ze besmet voer eten, zoals hooi, in het bijzonder zijn paarden hier gevoelig voor. Eind mei 2021 traden er in India 12.000 infecties (mucormycosis) bij van COVID-19 herstelde patiënten op, waarbij 300 doden vielen. De neus, ogen, longen en hersens kunnen worden geïnfecteerd. Het aangetaste weefsel sterft af door een geblokkeerde bloedtoevoer en moet chirurgisch worden verwijderd.
Er zijn twee fysio's van Stachybotrys chartarum bekend. Het ene fysio (chemotype A) produceert trichothecene mycotoxinen inclusief satratoxinen en het andere fysio (chemotype S) atranonen.
De bruine, elliptische, 8 - 10 × 5 - 5,5 µm grote conidia hebben een gerimpeld oppervlak en worden gevormd op de conidioforen, die een slijmerige top hebben. De sporen komen in de lucht als het slijm opdroogt en de schimmel vervolgens aangeraakt wordt. De rechtopstaande, donker olijfgroene (bovenaan licht olijfgroen), 120 - 180 µm lange en 3,5 - 4,5 µm dikke (aan de basis 2,5 - 3,2 µm) conidioforen staan individueel of in groepjes en zijn onregelmatig vertakt of onvertakt. Ze hebben tussenwanden en het bovenste gedeelte heeft vaak een ruwe wand. De licht olijfgroene, ellipsvormige fialiden staan met 6 - 7 bij elkaar op de top van de conidiofoor. Vaak hebben de fialiden een duidelijke kraag.